# The Reflex
The Reflex ist ein Popsong von Duran Duran aus dem Jahr 1984, welcher von der Band geschrieben und von der Band, Alex Sadkin und Ian Little produziert wurde.

## Geschichte
The Reflex wurde weltweit am 16. April 1984 veröffentlicht, von da aus wurde es ein Nummer-eins-Hit in den Vereinigten Staaten, Kanada, Großbritannien, Irland, den Niederlanden und Belgien.
Der Hit ist 4:26 Minuten lang und erschien auf dem Album Seven and the Ragged Tiger. Ursprünglich sollte der Song den Titel des Albums tragen, doch auf Wunsch des Labels EMI wurde der Song aufgrund der Erfolgsmöglichkeit in The Reflex umbenannt.
Die Remixe für die 7" und 12" Singles wurden von Nile Rodgers kreiert. Später produzierte er die Single The Wild Boys sowie das Album Notorious (1986) und mehrere Tracks auf Astronaut (2004) und „Paper Gods“ (2015).
Im Film American Pie – Jetzt wird geheiratet sowie auch im Spiel Saints Row konnte man den Song hören.

## Musikvideo
Die Regie beim Musikvideo führte Russell Mulcahy. Es wurde am 5. März 1984 bei der Sing-Blue-Silver-Tour im Maple Leaf Gardens, Toronto gedreht. Die Band spielt darin ihren Titel live vor einer begeisterten Fangemeinde.

## Kommerzieller Erfolg

### Chartplatzierungen
| ChartsChartplatzierungen       | Höchstplatzierung | Wochen |
| ------------------------------ | ----------------- | ------ |
| Deutschland (GfK)              | 8 (17 Wo.)        | 17     |
| Österreich (Ö3)                | 11 (8 Wo.)        | 8      |
| Schweiz (IFPI)                 | 10 (12 Wo.)       | 12     |
| Vereinigte Staaten (Billboard) | 1 (21 Wo.)        | 21     |
| Vereinigtes Königreich (OCC)   | 1 (14 Wo.)        | 14     |

| ChartsJahrescharts (1984)      | Platzierung |
| ------------------------------ | ----------- |
| Deutschland (GfK)              | 59          |
| Vereinigte Staaten (Billboard) | 16          |
| Vereinigtes Königreich (OCC)   | 17          |

### Auszeichnungen für Musikverkäufe
| Land/Region                  | Auszeichnungen für Musikverkäufe (Land/Region, Auszeichnung, Verkäufe) | Verkäufe  |
| ---------------------------- | ---------------------------------------------------------------------- | --------- |
| Kanada (MC)                  | Platin                                                                 | 100.000   |
| Niederlande (NVPI)           | Gold                                                                   | 75.000    |
| Vereinigte Staaten (RIAA)    | Gold                                                                   | 500.000   |
| Vereinigtes Königreich (BPI) | Gold                                                                   | 400.00    |
| Insgesamt                    | 3× Gold · 1× Platin ·                                                  | 1.075.000 |

## Coverversionen
The Reflex wurde von einigen anderen Bands gecovert. Samples aus dem Titel wurden von Ben Lee und Kylie Minogue in ihrem The Reflex von 1999 verwendet.
- 1985: Weird Al Yankovic (Hooked on Polkas)
- 1997: Less Than Jake
- 2002: Dilated Peoples
- 2003: Robbie Williams